# 백석로 (고양시)
백석로(Baekseok-ro)는 경기도 고양시 일산동구 백석동 백신고교사거리에서 백송7단지삼거리 를 잇는 도로이다.

## 주요 경유지
경기도
- 고양시 일산동구 (백석동)

## 노선
| 이름                     | 접속 노선 | 소재지 | 소재지   | 소재지 | 비고 |
| ------------------------ | --------- | ------ | -------- | ------ | ---- |
| 빅신고교사거리           | 호수로    | 고양시 | 일산동구 | 백석동 |      |
| 알미공원사거리           | 장백로    | 고양시 | 일산동구 | 백석동 |      |
| 안산공원사거리           | 중앙로    | 고양시 | 일산동구 | 백석동 |      |
| 백석동성당사거리         | 강석로    | 고양시 | 일산동구 | 백석동 |      |
| 백솓3단지사거리          | 강송로    | 고양시 | 일산동구 | 백석동 |      |
| 백석1동행정복지센터 사거 | 일산로    | 고양시 | 일산동구 | 백석동 |      |
| 백송7단지삼거리          | 경의로    | 고양시 | 일산동구 | 백석동 |      |

## 주요 시설및 건물
- 백신고등학교 (백석로 8/백석동 1347)
- CU 일산백송마을점 (백석로 105/백석동 1183)
- 백마고등학교 (백석로 155/백석동 1138)
- CU 일산백송7단지점 (백석로 17/벡석동 1136)